# 井上瑞稀
井上瑞稀（日语：／ Inoue Mizuki，2000年10月31日—）是日本神奈川縣出身的偶像、歌手、演員。隸屬於STARTO ENETERTAINMENT，是旗下小傑尼斯團體「KEY TO LIT」的成員。

## 經歷
8歲時看到出演音樂節目的Hey! Say! JUMP的山田涼介，後因憧憬他於2009年10月3日進入傑尼斯事務所。 同期為中村嶺亞。
同年的12月，他和橋本涼、中村嶺亞從100位候補成員中，被選為Snow Prince合唱團的成員之一並發行CD。同年年底以該團體的名義登上第60届NHK 红白歌曲大战 。
2015年10月26日在舞台『JOHNNYS' World』的製作發表會宣布與橋本涼、羽場友紀、豬狩蒼彌組成擅長滾軸溜冰的團體HiHi Jet。
2019年於堀越高等学校畢業。在學期間擔任學級委員職務。同學有同團的橋本涼、濱邊美波、前田旺志郎 。

## 出演

### 電視劇
- 彩虹閃耀夏之戀 第2話 - 最終話（2010年7月19日 - 9月20日、富士電視台） - 三池蒼空[8]
- 南極大陸（2011年10月16日 - 12月18日、TBS） - 古館亮[9]
- 鐵路便當刑警・神保德之助 第7作（2013年5月13日、TBS） - 河原敏春[10]
- 24小時電視特備劇「失明的淑則老師～用心看見光明～」（2016年8月27日、日本電視台） - 秋山翔太[11]
- 世界奇妙物語 2019年雨之特別篇「大根侍」（2019年6月8日、富士電視台） - 萩山翔[12]
- CHEAT 詐欺師們請注意 第2話（2019年10月10日、讀賣電視台・日本電視台） - 西田拓也[13]
- 不知道也無妨 第4話（2020年1月29日、日本電視台） - 向井翔[14]
- 騷亂時節的少女們。（2020年9月9日 - 10月28日、MBS / TBS） - 典元泉[15]
- NHK大河劇 麒麟來了（2020年1月19日 - 2021年2月7日、NHK） - 織田信忠[16][17]
- 監察醫 朝顏 Season2 第16話 - 最終話（2021年3月1日 - 22日、富士電視台） - 姫宮龍司[18]
- DIVE!!（2021年4月15日 - 7月1日、東京電視台） - 主演・坂井知季 （與高橋優斗・作間龍斗共同主演）[19]
- 徬徨之刃（2021年5月15日 - 6月26日、WOWOW） - 中井誠[20]
- 全力！清潔工（2022年4月18日 - 6月20日、ABC電視台） - 主演・（由HiHi Jets成員5人主演）[21]
- 朋友遊戲R4（2022年7月23日 - 9月10日、朝日電視台） - 主演・四部誠[22]
- 穷途末路的我们（2023年6月28日 - 9月13日、東京電視台） - 主演・真田透[23]
- 距离你的死期还有100天（2023年10月24日 - 12月26日、日本電視台） -
- 95（2024年4月8日 - 6月10日、東京電視台） - 栗田健吾[24]
- 霧尾粉絲俱樂部（2025年4月3日 - 6月5日、中京電視台・日本電視台） - 霧尾賢[25]

### 廣播劇
- BITS & BOBS TOKYO（2021年8月、J-WAVE・radiko） - 8月のラジオドラマパートに出演[26]

### 網路電視劇
- 騷亂時節的男人们「典元泉編」（2020年10月27日配信、TSUTAYA Premium） - 主演・典元泉[27]

### 電影
- 飆速宅男（2020年8月14日、松竹） - 杉元照文[28]
- オレたち応援屋!! We are Oh&Yeah!!（2020年10月23日、東寶） - 門倉翔平[29]
- 童年玩伴的他（2023年5月12日、東映）- 主演・青山春（與久間田琳加雙主演）[30]

### 電視節目
- Jr.選抜!標への道（2018年7月2日・9日・11日・16日、日本電視台）[31]
  - 「いて座のA型BOY」 - 瑞稀
  - 「警備員」 - 井上
  - 「しし座のA型BOY」 - 星座の神
- 超多様性トークショー！なれそめ（2023年4月 - 、NHK ETV） - 週替わりレギュラー

### 綜藝節目
- Johnny’s Jr. land（2013年、BS SKY PerfecTV!）[32]
- R的法則（2016年10月 - 2018年4月、NHK ETV）[33]
- 痛快TV 爽快JAPAN（富士電視台）
  - 第91回「占い信じすぎパパ」（2017年5月22日）[34]
  - 第233回 胸キュンスカッと「デッサンに閉じ込めた恋心」（2021年3月1日）[35]

### 廣告
- 好侍食品「佛蒙特咖哩」（2010年）
- 31冰淇淋（2020年4月 - ）[36]

### 舞台
- Johnny's Dome Theatre 〜SUMMARY〜（2012年9月8日 - 9日、TOKYO DOME CITY HALL）[37]
- JOHNNYS' World -ジャニーズ・ワールド 正月はタッキーと共に-（2013年1月1日 - 6日、帝国劇場）[38]
- 滝沢演舞城 2013（2013年4月7日 - 5月12日、新橋演舞場）[39]
- Live House JOHNNYS'銀座（2013年5月1日・2日・8日・9日・15日・16日・29日・30日、Theatre Creation）[40]
- ABC座 2013 ジャニーズ伝説（2013年10月6日 - 28日、日生劇場）[41]
  - ABC座 2014 ジャニーズ伝説（2014年5月9日 - 30日、日生劇場）[41]
- JOHNNYS' 2020 WORLD -ジャニーズ トニトニ ワールド-（2013年12月7日 - 2014年1月27日、帝国劇場）[42]
- 2015新春 JOHNNYS' World（2015年1月1日 - 27日、帝国劇場）[43]
- 傑尼斯銀座2015（2015年4月24日 - 26日・5月31日 - 6月1日、シアタークリエ）[44]
  - 傑尼斯銀座2016（2016年4月29日 - 5月1日、Theatre Creation） - HiHi Jet & Classmate J
  - 傑尼斯銀座2017（2017年4月29日 - 5月5日、Theatre Creation） - 與 東京B少年共同演出
  - 傑尼斯銀座2018〜ボクたちの作るジャニカルとスペシャルショータイム〜（2018年4月29日 - 6月3日、Theatre Creation） - 與 東京B少年共同演出
  - 傑尼斯銀座2019 Tokyo Experience（2019年5月13日 - 26日、Theatre Creation）
- DREAM BOYS（2016年9月3日 - 30日、帝國劇場） - Johnny's5
  - DREAM BOYS（2018年9月6日 - 30日、帝國劇場）
  - DREAM BOYS（2019年9月3日 - 27日、帝國劇場）
- 少年たち 危機一髪!（2016年9月4日 - 28日、日生劇場） - 『DREAM BOYS』と掛け持ちのため、2幕前半の劇中にのみ出演
  - 少年たち 君にこの歌を（2021年9月5日 - 27日、新橋演舞場） - 與 美 少年 主演
  - 少年たち あの空を見上げて（2022年9月11日 - 10月13日、新橋演舞場 / 10月28日 - 11月6日、御園座） - 與 美 少年、內博貴主演
- JOHNNYS' ALL STARS IsLAND（2016年12月3日 - 2017年1月24日、帝國劇場）
- JOHNNYS' YOU&ME IsLAND（2017年9月6日 - 30日、帝國劇場）
- JOHNNYS' Happy New Year IsLAND（2018年1月1日 - 1月27日、帝國劇場）
- JOHNNYS' King & Prince IsLAND（2018年12月6日 - 2019年1月27日、帝國劇場）
- JOHNNYS' IsLAND（2019年12月8日 - 2020年1月27日、帝國劇場）
- JOHNNYS' IsLAND THE NEW WORLD（2022年1月1日 - 19日[※ 1]，帝國劇場）- 與美 少年、7 MEN 待、少年忍者、Jr.SP共演
- LOSERVILLE（英语：LOSERVILLE）（2023年3月5日 - 22日、新橋演舞場 / 4月26日 - 30日、御園座）- 主演 Michael Dork[45]

### 應援大使
- 朝日電視台・六本木新城夏季慶典SUMMER STATION（2017年7月15日 - 8月27日） - 與東京B少年共同應援演出
- 第5回 朝日電視台・六本木新城夏季慶典SUMMER STATION（2018年7月14日 - 8月26日） - 與東京B少年共同應援演出
- 朝日電視台・六本木新城夏季慶典SUMMER STATION（2019年7月13日 - 8月25日） - 與美 少年共同應援演出
- TOMORROW PROJECT「ラジオっていいね」CAMPAIGN（日本民間放送聯盟廣播電台委員會・radiko） - 活動大使

### 演唱會
- SUMMER STATION 傑尼斯KING［Mr.KING・HiHi Jets・Classmate J］（2016年7月20日 - 24日、8月3日 - 5日、8月26日 - 28日、六本木EX劇場）
- 傑尼斯Jr.祭（2017年3月24日 - 26日、橫濱體育館 / 4月8日 - 9日、埼玉超級競技場）
- SUMMER STATION～你們～KING'S TRASURE（2017年7月20日 - 26日、8月22日 - 27日、六本木EX劇場）
- 登陸台場 周末的遊樂場（2017年11月25日・26日・12月23日・24日、台場灣岸工作室特別舞台） - 以「HiHi B少年」的名義
- 夏季慶典！裸之少年（2018年7月20日 - 26日〔HiHi Jets・東京B少年編〕・7月28日 - 8月12日〔HiHi Jets編〕、六本木EX劇場）
- 爸爸媽媽第一 裸之少年 夏季慶典! オープンライブ（2019年7月20日・8月17日、六本木新城競技場）
- 爸爸媽媽第一 裸之少年 夏季慶典!（2019年8月3日 - 23日、六本木EX劇場） - 與 7 MEN 侍 共同演出
- 小傑尼斯8.8慶典～從東京巨蛋啟程～（2019年8月8日、東京巨蛋）
- 爸爸媽媽第一 裸之少年 夏季慶典!～和家人Goodbye Summer～（2019年8月24日・25日、六本木EX劇場）
- Summer Paradise 2020 俺担ヨシヨシ 自担推し推し 緊急特別魂（2020年8月18日 - 20日、付費網路直播）
- 緊急直播!! Johnny's World Happy LIVE with YOU Jr.祭 〜Wash Your Hands〜（2020年8月26日、免費網路直播）
- Johnnys' Jr. Island FES（2020年11月28日、付費網路直播）
- Summer Paradise 2021（2021年7月30日 - 8月18日、TOKYO DOME CITY HALL）
- Spring Paradise CRUSH THE FRONTLINE（2022年3月18日 - 19日、PIA ARENA MM/ 4月23日 - 4月24日、宮城縣綜合運動公園綜合体育館）[46]

### 活动
- Rakuten GirlsAward 2023 SPRING/SUMMER（2023年5月4日、國立代代木競技場 第一體育館） - 與久間田琳加伸展台

## 註解
1. ↑  原定至26日，但是有相關人員確診陽性，因而之後公演全部取消。

## 外部連結
- Johnny's net > 小傑尼斯 （页面存档备份，存于） - 傑尼斯事務所官方網站
- 井上瑞稀 官方介紹 （页面存档备份，存于） - ISLAND TV